# GNU TeXmacs
GNU TeXmacs ist eine freie wissenschaftliche Textverarbeitung und ein Satzprogramm des GNU-Projekts. Einige Ideen stammen von TeX und GNU Emacs.
Programmautor ist Joris van der Hoeven mit einer Gruppe Entwickler.

## Funktionsumfang
Das Programm erzeugt strukturierte Dokumente mittels einer WYSIWYG-Benutzeroberfläche. Benutzer können neue Dokument-Vorlagen erzeugen. Dabei können verschiedene Inhalte, wie Text, Grafiken, Diagramme usw. aus verschiedenen Backends kombiniert werden. TeXmacs verwendet hochwertige Text- und Mathematiksatz-Algorithmen und TeX-Fonts zur Erstellung von Dokumenten und Präsentationen, die professionellen Ansprüchen genügen.
Dazu sind eine Texteditorkomponente mit Unterstützung von Formelsatz, ein kleiner Bild-Editor und ein Präsentationstool vorhanden. Besonders hervorzuheben ist jedoch die Möglichkeit, TeXmacs als Benutzerschnittstelle für externe Programme z. B. zur Computeralgebra, Numerik, Statistik, zum Plotten von Funktionen einzusetzen.
Das Programm kann durch in Guile/Scheme geschriebene Erweiterungen angepasst werden.
Ab der Version 1.0.7.12 basiert die grafische Oberfläche auf dem Qt-Toolkit.
Dokumente können neben dem nativen TeXmacs-Format als XML- oder Scheme-Format gespeichert und als PostScript oder PDF-Datei exportiert werden. Zur Erzeugung von TeX/LaTeX und HTML/MathML existieren Konverter.

## Unterstützte Backends
TeXmacs unterstützt viele verschiedene Backends.
Programmiersprachen
CLISP, CMUCL, Python, R, Shell
Computeralgebrasysteme
Axiom, Mathematica, Maxima, MuPAD, Reduce, Yacas
Systeme zur numerischen Lösung mathematischer Probleme
Matlab, GNU Octave, Scilab
Funktions-Plotter
gnuplot, Graphviz
Anderes
Eukleides, Lush